# Libuše Šafránková
Libuše Šafránková (txec: Libuše Abrhámová)  (Brno, 7 de juny de 1953 - Praga, 9 de juny de 2021) va ser una actriu txecoslovaca i després txeca,.

## Biografia
El seu gran èxit va ser el paper principal de la pel·lícula de 1973 Tři oříšky pro Popelku,, que es considera un clàssic de cinema nadalenc en moltes parts d'Europa. En les dècades de 1970 i 1980 va interpretar papers principals en moltes pel·lícules de contes de fades. El 1996 va rebre el Premi Lleó Txec a la millor actriu de cinema i el 2008 el premi Hvězda Meho srdce (Estrella del meu cor), concedit per la Televisió txeca.
Casada amb l'actor Josef Abrhám, és germana de l'actriu Miroslava Safránková i mare del director i guionista Josef Abrhám Jr.

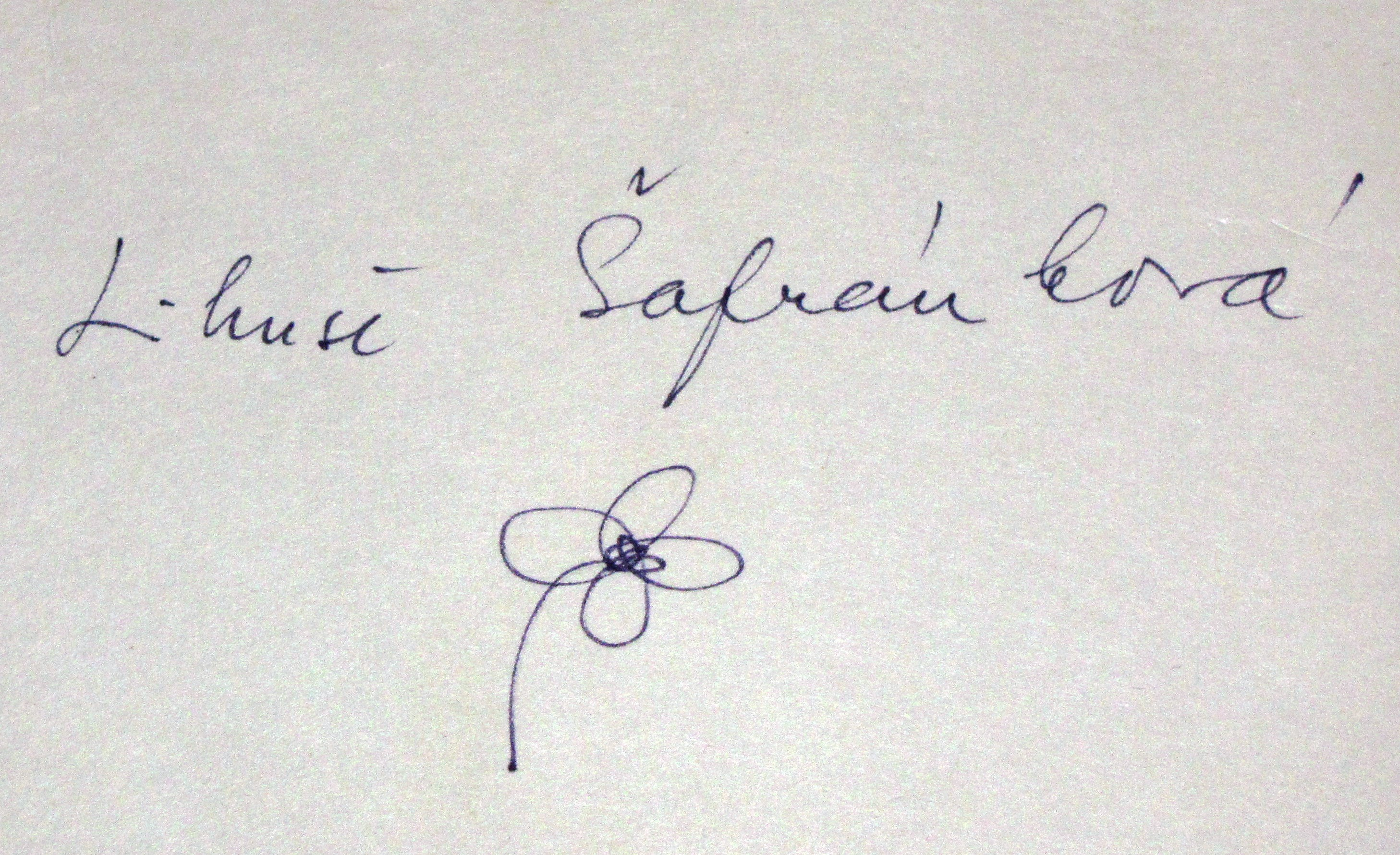
Autògraf de Libuše Šafránková el 1988.

## Filmografia

### Cinema
- 1973: Tri orísky pro Popelku: Ventafocs
- 1973: Prijela k nám pout: l'ensenyant
- 1974: Jak utopit doktora Mrácka aneb Konec vodniku v Cechách: Jana Vodicková
- 1975: Brácha za vsechny penize: Zuzana Pavelková
- 1975: Muj brácha má prima bráchu: Zuzana
- 1975: Atentat u Sarajevu: Jelena
- 1976: Paleta lásky: Josefína Stovícková-Albertová
- 1976: Malá morská víla: Princesa
- 1979: Princ a Vecernice: Vecernice
- 1980: Vrchní, prchni!: Vránová
- 1981: Krtiny: Nada
- 1982: Tretí princ: Princesa Milena/Princesa de les muntanyes de diamants
- 1983: Jára Cimrman lezící, spící: Alzbeta
- 1983: Sol nad zlato: Princesa Maruška
- 1984: Slavnosti snezenek: l'ensenyant
- 1985: Vesnicko má stredisková: Jana Turková
- 1987: Zurivý reportér: Katerina
- 1989: Clovek proti zkáze: Vera Hruzová
- 1989: El Mar es azul: Jarka
- 1991: Obecná skola: Sra. Souckova
- 1991: Zebrácká opera: Jenny
- 1993: Nesmrtelna teta: Felicity
- 1996: Kolja: Klára
- 1997: Bájecná léta pod psa: la mare de Kvido
- 1999: Návrat ztraceného ráje
- 1999: Vsichni moji blízcí: Irma
- 2001: ELFilm: Elf
- 2013: The Don Juans: Markétka

### Televisió
- 1971: Babička: Barunka
- 1976: Vivát, Benyovszky!: Lentulay Anna
- 1976: Splynutí dusí: Jana Parmová
- 1976: Jenůfa: Karolka
- 1977: Jablícko se dokoulelo: Princesa Ancicka
- 1979: Jak je dulezité míti Filipa: Gvendolina Bracknellová
- 1979: Silvestr svobodného pana: Miluska
- 1980: Triptych o láske: Lissote
- 1981: Pohádka o mokrosuchém stestí: Andulka Juklícková
- 1982: Vojácek a drací princezna: Princesa Ludovina/Rybárka Círka
- 1983: Svatební cesta do Jiljí: Petra
- 1988: Nejlepsí kseft mýho zivota: Marta Benesová
- 1988: Dve z Paríze: Solange
- 1991: Hrbitov pro cizince: Kamila
- 1991: Pofoukej mi jahody: Skarleta
- 1992: Královský zivot otroka: paper desconegut
- 1997: Doktor Munory a jiní lidé : l'esposa del doctor
- 2001: Elixír a Halíbela: la bruixa Halíbela
- 2004: Falesné obvinení: paper desconegut
- 2008: Kouzla králu: Královna Kristýnka

#### programes de televisió
- 1985: Rozpaky kuchare Svatopluka Warehouser Stanislava
- 1988: Cirkus Humberto: Ruzenka
- 1992: Náhrdelník: Josefína Konrádová
- 2006: Náves: Ruzena Slavíková
- 2007: Cetnické humoresky: Karlicka
- 2008: Soukromé pasti: Matka Karolíny